# Alain Caveglia
Alain Caveglia, né le 28 mars 1968 à Vénissieux dans la banlieue de Lyon, est un joueur de football et dirigeant français.
Capable de jouer comme milieu de terrain offensif ou comme attaquant, Caveglia a marqué 104 buts en première division française, à Sochaux, Le Havre, Lyon et Nantes.
D'abord converti agent de joueurs, il occupe entre 2011 et 2018 le poste de directeur sportif au Stade Malherbe de Caen et devient recruteur de l'Olympique lyonnais en 2021.

## Carrière
Formé à l'Olympique lyonnais, Alain Caveglia commence pourtant sa carrière professionnelle au Football Club de Gueugnon, club de deuxième division où il signe en 1987, à 20 ans. Après deux saisons d'apprentissage, il se fait connaître du grand public en terminant second meilleur buteur de la saison 1989-1990 de Ligue 2, derrière Didier Monczuk, avec 24 buts.
Ses performances lui permettent d'attirer les clubs de première division, et il rejoint finalement en 1990 le Football Club Sochaux-Montbéliard. Il y fait ses débuts le 21 août 1990 contre le Stade brestois. Après une première saison comme remplaçant il devient un joueur majeur du club. Lors de sa quatrième saison dans le Doubs, il inscrit notamment 14 buts. Cependant Sochaux ne parvient pas à décoller de la deuxième moitié du classement. Le Havre fait appel à lui en 1994. Il marque 20 buts dès de sa première saison et contribue activement aux bonnes saisons du club normand (12e et 13e).
En 1996-1997, il rejoint son club formateur l'Olympique lyonnais pour être associé à la star montante du club Florian Maurice mais également au jeune Ludovic Giuly. Pour sa première saison avec Lyon il inscrit pas moins de 19 buts et devient rapidement l'un des chouchous du public lyonnais qui le surnomme « Cavégol ». Par la suite il accompagne la montée en puissance du club lyonnais pour lequel il marque 47 buts en quatre saisons de championnat, et devient même capitaine. Il découvre également la coupe d'Europe et marque 13 buts en 24 matchs (coupe Intertoto, coupe UEFA et Ligue des champions réunies).
Poussé sur le banc par le recrutement de Sonny Anderson et Tony Vairelles, il profite du mercato hivernal pour partir au FC Nantes, où il joue six mois et où il remporte la Coupe de France en 2000. En finale, face aux amateurs de Calais, Alain Caveglia provoque un penalty très litigieux, qui donne la victoire aux Nantais, ce qui lui vaut d'être l'objet de vives critiques après le match. Ce trophée est le seul titre qu'il remporte au cours de sa carrière.
Caveglia retourne ensuite au Havre qu'il contribue à faire remonter en D1, en marquant 29 buts en deux ans ce qui lui vaut d'être élu meilleur joueur de D2 en 2002. Sur ce succès, il prend sa retraite sportive, à l'âge de 34 ans.
En août 2011, il rejoint le Stade Malherbe Caen, en qualité de directeur sportif. Durant huit ans, il dirige le recrutement de l'équipe première. Il quitte le club d'un commun accord le 29 avril 2019.
En décembre 2021, il devient recruteur pour l'Olympique lyonnais.
En 2022, le magazine So Foot le classe dans le top 1000 des meilleurs joueurs du championnat de France, à la 117e place.
En janvier 2025, il devient conseiller de l’Olympique Lyon Sud auprès de Youssef Nehaoua, le président du club de R2.

## Statistiques
| Saison      | Club                   | Pays       | Championnat         |
| ----------- | ---------------------- | ---------- | ------------------- |
| 1987 - 1988 | FC Gueugnon            | Division 2 | 5 matchs / 0 buts   |
| 1988 - 1989 | FC Gueugnon            | Division 2 | 16 matchs / 6 buts  |
| 1989 - 1990 | FC Gueugnon            | Division 2 | 34 matchs / 24 buts |
| 1990 - 1991 | FC Sochaux-Montbéliard | Division 1 | 19 matchs / 2 buts  |
| 1991 - 1992 | FC Sochaux-Montbéliard | Division 1 | 37 matchs / 7 buts  |
| 1992 - 1993 | FC Sochaux-Montbéliard | Division 1 | 35 matchs / 2 buts  |
| 1993 - 1994 | FC Sochaux-Montbéliard | Division 1 | 38 matchs / 14 buts |
| 1994 - 1995 | Le Havre AC            | Division 1 | 34 matchs / 20 buts |
| 1995 - 1996 | Le Havre AC            | Division 1 | 38 matchs / 11 buts |
| 1996 - 1997 | Olympique lyonnais     | Division 1 | 32 matchs / 19 buts |
| 1997 - 1998 | Olympique lyonnais     | Division 1 | 28 matchs / 10 buts |
| 1998 - 1999 | Olympique lyonnais     | Division 1 | 29 matchs / 17 buts |
| 1999 - 2000 | Olympique lyonnais     | Division 1 | 13 matchs / 1 but   |
| 1999 - 2000 | FC Nantes              | Division 1 | 10 match / 1 but    |
| 2000 - 2001 | Le Havre AC            | Division 2 | 35 matchs / 16 buts |
| 2001 - 2002 | Le Havre AC            | Division 2 | 37 matchs / 13 buts |

Bilan personnel
- 2 matchs en Ligue des Champions
- 14 matchs et 8 buts en Coupe de l'UEFA
- 8 matchs et 5 buts en Coupe Intertoto
- 313 matchs et 104 buts en Division 1
- 127 matchs et 59 buts en Division 2

## Palmarès
- Vainqueur de la Coupe de France en 2000 avec le FC Nantes